# 库尔万
库尔万（法語：Coulvain，法語發音：[kulvɛ̃] ⓘ）是法国卡尔瓦多斯省的一个旧市镇，属于维尔区。2016年，库尔万与市镇圣乔治多奈合并为新市镇瑟利讷。

## 地理
库尔万（49°3'9"N, 0°43'18"W）面积4.31 平方千米，位于法国诺曼底大区卡爾瓦多斯省，该省份为法国西北部沿海省份，北濒大西洋英吉利海峡，东北与滨海塞纳省以海上边界相接，东临厄尔省，南至奧恩省，西与芒什省接壤。
与库尔万接壤的市镇（或旧市镇、城区）包括：卡阿涅、瑞尔克、圣乔治多奈、特拉西博卡日、瑟利讷。

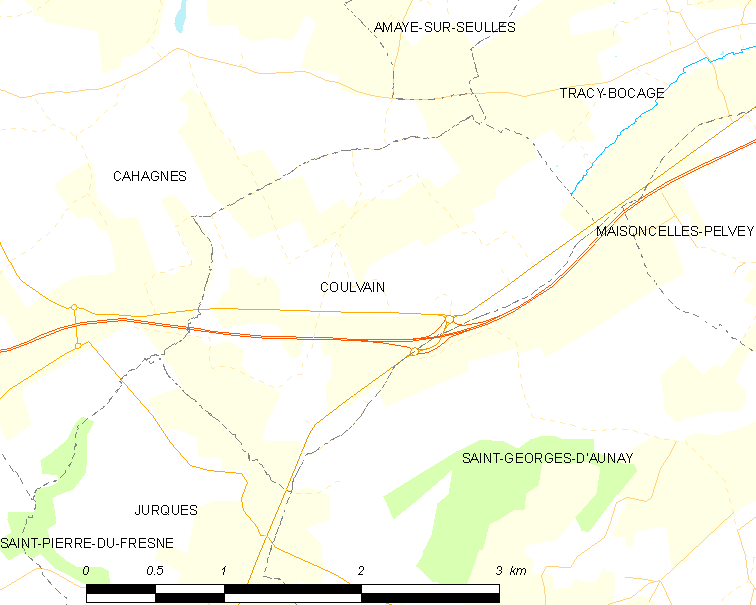
库尔万的OSM定位图

库尔万的时区为UTC+01:00、UTC+02:00（夏令时）。

## 行政
库尔万的邮政编码为14310，INSEE市镇编码为14188。

## 政治
库尔万所属的省级选区为莱蒙多奈县。

## 人口

1962-2008年间库尔万人口变化图示

库尔万于2018年1月1日时的人口数量为398人。